# Bogoróditse Djévo
Bogoróditse Djévo est une œuvre pour chœur mixte a cappella écrite par Arvo Pärt, compositeur estonien associé au mouvement de musique minimaliste.

## Historique
Composée en 1990, cette œuvre est une commande du King's College Choir de Cambridge et lui est dédiée ainsi qu'à Stephen Cleobury.

## Discographie
- Sur le disque Christmas Carols par le King's College Choir dirigé par Stephen Cleobury chez Vanguard Classics, 1995.
- Sur le disque I Am the True Vine par le Pro Arte Singers dirigé par Paul Hillier chez Harmonia Mundi, 2000.
- Sur le disque Voices of Nature par le Swedish Radio Choir dirigé par Tõnu Kaljuste chez BIS, 2004.